# Edgar Burgos

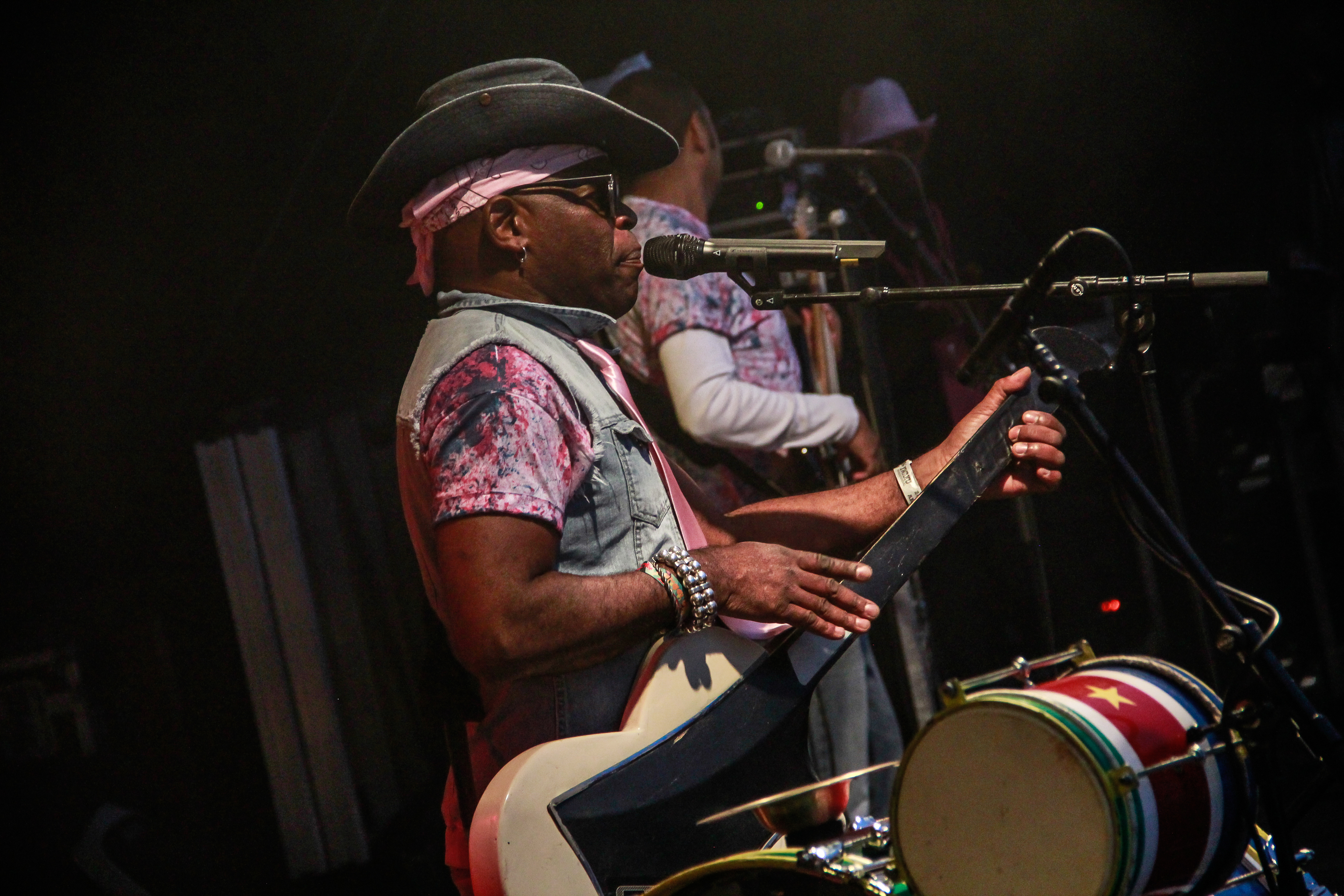
Edgar Burgos

Edgar "Bugru" Burgos (Paramaribo, 26 de abril de 1953) es un músico nativo de Surinam, que también ha trabajado en los Países Bajos. Es conocido como el cantor de la banda denominada Trafassi.

## Juventud
Su abuelo fue miembro fundador del Progressieve Surinaamse Volkspartij (PSF) (Partido Progresista Popular de Surinam). El presidente pater Weidman y el presidente del estado Wijntuin a menudo venían a visitar a su abuelo, por lo que Burgos mamó la política desde pequeño. Luego de concluir la escuela primaria, desde 1964 concurrió al Mulo en la Mgr. Wulfinghschool. Burgos también fue monaguillo y cantante principal del grupo beat de la Iglesia Católica. En 1969 concurre a una escuela de negocios. Luego de dos años ingresa en la empresa Billiton. 
En el período anterior a la independencia Burgos fue miembro de un parlamento juvenil. Fue escéptico sobre la independencia de Surinam, dejó su empleo en Billiton y partió el 20 de septiembre de 1975 a la edad de 22 años hacia los Países Bajos. Una vez en los Países Bajos le solicitan que actúe el día de la independencia de Surinam (25 de noviembre), en reemplazo de un cantante del conjunto The Happy Boys quien había fallecido de improviso. Burgos se negó, pero posteriormente ingresó en la banda. En 1980 se separó de la banda y en 1981 fundó su banda propia llamada Trafassi (que en Surinam significa "diferente" o "inversión"). 

## Éxitos
El primer tema que escribió para Trafassi fue Brombere(1982), sobre el golpe militar que dio Desi Bouterse. Burgos conocía a varios de los organizadores del golpe y a Bouterse del colegio. Él se burló del golpe, no considerándolo una revolución, sino un divertimento o montaña rusa. Con el éxito de Brombere, Trafassi no regresó a Surinam durante un año, pero ello no evitó que Burgos escribiera varias canciones más de tono crítico. Aún en 1997 el embajador Henk Herrenberg le recomendó que tuviera cuidado con sus canciones, y que alguien como él en Argelia (donde Herrenberg anteriormente izquierdista había recibido entrenamiento) ya hace tiempo que hubiera sido asesinado. 
- Datos: Q2871936